# قهرمانی ویمبلدون ۲۰۰۸

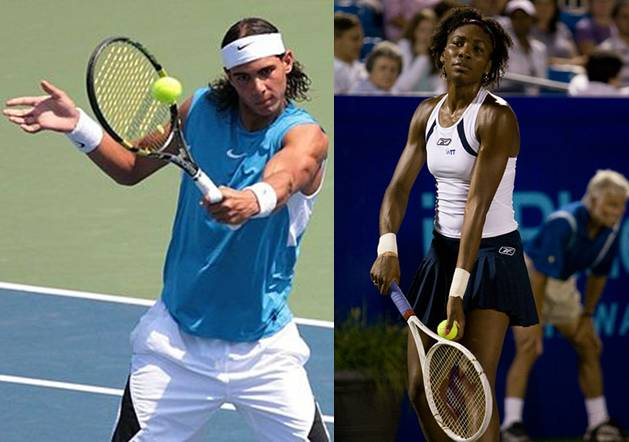
دو مسابقه انفرادی رافائل نادال و ونوس ویلیامز.

قهرمانی ویمبلدون ۲۰۰۸ (به انگلیسی: 2008 Wimbledon Championships) یک تورنمنت تنیس اجراشده روی زمین‌های چمن است. این، صد و سی و دومین بار بازی‌های ویمبلدون و سومین گرند اسلم سال است. این مسابقات در زمین‌های آل اینگلند لون تنیس اند کروکی کلاب در ویمبلدون شهر لندن در انگلیس، بریتانیا، از تاریخ ۲۳ ژوئن تا ۶ ژوئیهٔ ۲۰۰۸ برگزار شد.